# Виктор I Амадей (Анхалт-Бернбург)
Виктор I Амадей фон Анхалт-Бернбург (на немски: Viktor I Amadeus von Anhalt-Bernburg; * 6 октомври 1634 в Харцгероде; † 14 февруари 1718 в Бернбург) от династията Аскани е от 1656 г. управляващ княз на Анхалт-Бернбург.
Той е син княз Христиан II фон Анхалт-Бернбург (1599-1656) и съпругата му Елеонора София (1603–1675), дъщеря на херцог Йохан фон Шлезвиг-Холщайн-Зондербург и втората му съпруга принцеса Агнес Хедвиг фон Анхалт, дъщеря на княз Йоахим Ернст от Анхалт.
Негов кръстник е херцог Виктор Амадей I Савойски. След смъртта на по-големия му брат Ердман Гидеон през 1649 г. Виктор I Амадей става наследствен принц, придружава баща си при пътувания и изпълнява дипломатически мисии в чуждестранни дворове.
През 1656 Виктор I Амадей наследява баща си в управлението.
През 1709 г. той дава Амт Хойм с Цайц и Белебен на по-малкия си син. Под името „der Gerühmte“ той е приет в литературното общество „Fruchtbringende Gesellschaft“.
Последните си години князът е сляп и има големи конфликти с неговия най-голям син, който се оженил неподходящо. Той е погребан в дворцовата църква в Бернбург.

## Деца
Виктор I Амадей се жени на 16 октомври 1667 г. в Майзенхайм за пфалцграфиня Елизабет фон Цвайбрюкен (1642 – 1677), дъщеря на пфалцграф и херцог Фридрих фон Пфалц-Цвайбрюкен. Тя умира при раждането на петия им син.
Виктор I Амадей и Елизабет фон Цвайбрюкен имат децата:
- Карл Фридрих (1668 – 1721), княз на Анхалт-Бернбург

∞ 1. 1692 графиня София Албертина фон Золмс-Зоненвалде (1672 – 1708)
∞ 2. 1715 Вилхелмина Шарлота Нюслер (1683 – 1740), графиня фон Баленщет 1719
- Лебрехт (1669 – 1727), княз на Анхалт-Бернбург-Хойм

∞ 1. 1692 принцеса Шарлота фон Насау-Диленбург (1673 – 1700)
∞ 2. 1702 фрайин Еберардина ван Вееде (1685 – 1724), графиня фон Вееде 1703
∞ 3. 1725 София фон Ингерслебен († 1726)
- София Юлиана (1672 – 1674)
- Йохан Георг (1674 – 1691), убит
- Христиан (*/† 1675)
- син (*/† 1677)